# همپتن فنچر
همپتن فنچر (انگلیسی: Hampton Fancher؛ زادهٔ ۱۸ ژوئیهٔ ۱۹۳۸) فیلم‌نامه‌نویس، تهیه‌کننده فیلم، بازیگر و کارگردان فیلم اهل ایالات متحده آمریکا است.
از فیلم‌ها یا مجموعه‌های تلویزیونی که وی در آن‌ها نقش داشته‌است، می‌توان به کوئین توانا، بلید رانر، مرد منفی، بلید رانر ۲۰۴۹ اشاره نمود.